# ستانلي مايرز
ستانلي مايرز (بالإنجليزية: Stanley Myers)‏ هو مؤلف موسيقى تصويرية وملحن بريطاني، ولد في 6 أكتوبر 1930 في برمنغهام في المملكة المتحدة، وتوفي في 9 نوفمبر 1993 في لندن في المملكة المتحدة بسبب سرطان.

## وصلات خارجية
- ستانلي مايرز على موقع IMDb (الإنجليزية)
- ستانلي مايرز على موقع ألو سيني (الفرنسية)
- ستانلي مايرز على موقع ميوزك برينز (الإنجليزية)
- ستانلي مايرز على موقع أول موفي (الإنجليزية)
- ستانلي مايرز على موقع قاعدة بيانات الأفلام السويدية (السويدية)
- ستانلي مايرز على موقع أول ميوزيك (الإنجليزية)
- ستانلي مايرز على موقع ديسكوغز (الإنجليزية)
- ستانلي مايرز على موقع قاعدة بيانات الفيلم (الإنجليزية)
- ستانلي مايرز على موقع كينوبويسك (الروسية)